# Sylvicola glabrifrons
Sylvicola glabrifrons är en tvåvingeart som först beskrevs av Edwards 1932.  Sylvicola glabrifrons ingår i släktet Sylvicola och familjen fönstermyggor. Inga underarter finns listade i Catalogue of Life.